# Estibiosegnitita
L'estibiosegnitita és un mineral de la classe dels fosfats.

## Característiques
L'estibiosegnitita és un arsenat de fórmula química Pb(Fe3+2.5Sb5+0.5)(AsO₄)₂(OH)₆. Va ser aprovada com a espècie vàlida per l'Associació Mineralògica Internacional en el mes de desembre de l'any 2024, i encara resta pendent de publicació. Cristal·litza en el sistema trigonal.
L'exemplar que va servir per a determinar l'espècie, el que es coneix com a material tipus, es troba conservat a les col·leccions del Museu Mineralògic Fersmann, de l'Acadèmia de Ciències de Rússia, a Moscou (Rússia), amb el número de registre: 6154/1.

## Formació i jaciments
Va ser descoberta al dipòsit d'or de Murzinskoe, al districte de Krasnoshchyokovsky (Krai de l'Altai, Rússia), sent aquest indret l'únic de tot el planeta on ha estat descrita aquesta espècie mineral.